# 広西府
広西府（廣西府、こうせいふ）は、中国にかつて存在した府。明代から清代にかけて、現在の雲南省東部に設置された。州治は現在の瀘西県に置かれた。

## 概要
1275年（至元12年）、元により広西路が置かれた。広西路は雲南等処行中書省に属し、師宗州・弥勒州の2州を管轄した。
1382年（洪武15年）、明により広西路は広西府と改められた。広西府は雲南省に属し、師宗州・弥勒州・維摩州の3州を管轄した。
1770年（乾隆35年）、清により広西府は広西直隷州に降格した。広西直隷州は雲南省に属し、師宗・弥勒・丘北の3県を管轄した。
1913年、中華民国により広西直隷州は廃止され、広西県と改められた。1929年、広西県は瀘西県と改称された。